# Robyns diskografi
Det här är diskografin för den svenska artisten Robyn.

## Album

### Studioalbum
- 1995 – Robyn Is Here
- 1999 – My Truth
- 2002 – Don't Stop the Music
- 2005 – Robyn
- 2010 – Body Talk Pt. 1
- 2010 – Body Talk Pt. 2
- 2010 – Body Talk
- 2018 – Honey

### Samlingsalbum
- 2004 – Robyn's Best
- 2006 – Det bästa med Robyn

### EP-skivor
- 2006 – The Rakamonie EP
- 2009 – The Cherrytree Sessions
- 2010 – Body Talk Pt. 3

## Singlar
| 1995                                                                                | "You've Got That Somethin'"            | 24 | —  | —  | 85 | —  | —  | —  | —  | 54 | —  | Robyn Is Here        |
| 1995                                                                                | "Do You Really Want Me (Show Respect)" | 2  | —  | —  | —  | —  | —  | 7  | —  | 20 | 28 | Robyn Is Here        |
| 1996                                                                                | "Do You Know (What It Takes)"          | 10 | —  | —  | —  | —  | 82 | —  | —  | 26 | 7  | Robyn Is Here        |
| 1997                                                                                | "Show Me Love"                         | 14 | —  | —  | 70 | —  | 27 | —  | —  | 8  | 7  | Robyn Is Here        |
| 1999                                                                                | "Electric"                             | 6  | —  | —  | —  | —  | —  | —  | —  | —  | —  | My Truth             |
| 1999                                                                                | "Play"                                 | 31 | —  | —  | —  | —  | —  | —  | —  | —  | —  | My Truth             |
| 1999                                                                                | "My Only Reason"                       | 53 | —  | —  | —  | —  | —  | —  | —  | —  | —  | My Truth             |
| 2002                                                                                | "Keep This Fire Burning"               | 3  | 24 | 7  | —  | —  | 52 | 19 | —  | —  | —  | Don't Stop the Music |
| 2003                                                                                | "Don't Stop the Music"                 | 7  | —  | —  | —  | —  | 85 | 19 | —  | —  | —  | Don't Stop the Music |
| 2005                                                                                | "Be Mine!"                             | 3  | —  | —  | 59 | 35 | —  | 13 | 65 | 10 | —  | Robyn                |
| 2005                                                                                | "Who's That Girl"                      | 37 | —  | —  | —  | —  | —  | —  | —  | 26 | —  | Robyn                |
| 2005                                                                                | "Handle Me"                            | —  | 36 | —  | 86 | 47 | 67 | —  | —  | 17 | —  | Robyn                |
| 2007                                                                                | "Konichiwa Bitches"                    | —  | —  | —  | —  | —  | —  | —  | —  | 98 | —  | Robyn                |
| 2007                                                                                | "With Every Heartbeat" (med Kleerup)   | 23 | 8  | 7  | 38 | 15 | 7  | —  | 61 | 1  | —  | Robyn                |
| 2008                                                                                | "Cobrastyle"                           | 17 | —  | —  | —  | —  | —  | —  | —  | —  | —  |                      |
| 2010                                                                                | "Dancing on My Own"                    | 1  | 25 | 2  | 67 | —  | —  | 6  | —  | 8  | —  | Body Talk Pt. 1      |
| 2010                                                                                | "Hang with Me"                         | 2  | 26 | 11 | 68 | —  | —  | 7  | —  | 54 | —  | Body Talk Pt. 2      |
| 2010                                                                                | "Indestructible"                       | 4  | 39 | 24 | 56 | —  | —  | —  | —  | —  | —  | Body Talk            |
| 2011                                                                                | "Call Your Girlfriend"                 | 43 | 8  | 18 | —  | —  | —  | —  | —  | 55 | —  | Body Talk            |
| "—" betyder att låten ej kom in på listan eller att den inte släpptes i det landet. |                                        |    |    |    |    |    |    |    |    |    |    |                      |

### Promosinglar
| 1996                                                                                | "Don't Want You Back"              | —  | —  | Robyn Is Here        |
| 1999                                                                                | "Good Thang"                       | —  | —  | My Truth             |
| 2000                                                                                | "Main Thing"                       | —  | —  | My Truth             |
| 2002                                                                                | "Blow My Mind"                     | —  | —  | Don't Stop the Music |
| 2003                                                                                | "O Baby"                           | —  | —  | Don't Stop the Music |
| 2006                                                                                | "Crash and Burn Girl"              | —  | —  | Robyn                |
| 2010                                                                                | "Fembot"                           | 3  | 10 | Body Talk Pt. 1      |
| 2010                                                                                | "Dancehall Queen"                  | 56 | —  | Body Talk Pt. 1      |
| 2010                                                                                | "None of Dem" (med Röyksopp)       | —  | —  | Body Talk Pt. 1      |
| 2010                                                                                | "Don't Fucking Tell Me What to Do" | —  | —  | Body Talk Pt. 1      |
| "—" betyder att låten ej kom in på listan eller att den inte släpptes i det landet. |                                    |    |    |                      |

### Som gästartist
| 2006                                                                                | "Dream On" (Christian Falk featuring Robyn & Ola Salo) | 42 | — | 29 | People Say     |
| 2006                                                                                | "This One's for You" (Fläskkvartetten featuring Robyn) | —  | — | —  | Voices of Eden |
| 2008                                                                                | "Sexual Eruption" [remix] (Snoop Dogg featuring Robyn) | 4  | — | —  |                |
| 2009                                                                                | "The Girl and the Robot" (Röyksopp featuring Robyn)    | 25 | 2 | —  | Junior         |
| 2010                                                                                | "Caesar" (I Blame Coco featuring Robyn)                | —  | — | —  | The Constant   |
| "—" betyder att låten ej kom in på listan eller att den inte släpptes i det landet. |                                                        |    |   |    |                |

### Övriga låtar med listplaceringar
| År   | Låt                      | SWE | Album           |
| ---- | ------------------------ | --- | --------------- |
| 2010 | "Cry When You Get Older" | 44  | Body Talk Pt. 1 |
| 2010 | "Love Kills"             | 35  | Body Talk Pt. 2 |
| 2010 | "In My Eyes"             | 51  | Body Talk Pt. 2 |
| 2010 | "Time Machine"           | 54  | Body Talk       |